# Le Sorcier (opéra-comique)
Pour les articles homonymes, voir Le Sorcier.

Le Sorcier est un opéra-comique du dramaturge Antoine-Alexandre-Henri Poinsinet et du compositeur français François-André Danican Philidor, créé le 2 janvier 1764 à la Comédie-Italienne de Paris et le 21 mars 1764 devant la cour de Versailles.

## Description
L'ouvrage est une comédie lyrique en deux actes pourvu d'ariettes. Il est composé pour trois sopranos, deux ténors, un baryton et un chœur. Les rôles sont Agathe, Justine, Simone, Bastien, Blaise et le Sorcier.
Le compositeur s'inspire de la musique de l'opéra Orfeo ed Eurydice de Christoph Willibald Gluck, dont la partition vient d'être publiée à Paris.
L'ouvrage, à sa création, est bien accueilli par le public.

## Enregistrements
- Arion, 2004[1].